# Patrimoine protégé de Meknès
La liste du patrimoine protégé de la ville de Meknès, au Maroc, est définie par différents textes légaux portant classement de ses éléments.
| Elément du patrimoine                                          | date de protection | document légal |
| -------------------------------------------------------------- | ------------------ | --- |
| Règlement pour la protection artistique de la Médina de Meknès | 23/09/1922         | arrêté viziriel du 23 septembre 1922 - B.O N°- 319 du 3 octobre 1922- P. 1463 arrêté viziriel du 17 septembre 1930 portant modification de l’Arrêté du 23/9/1922 - B.O N°- 937 du 10 octobre 1930- P.1159 |
| Site de la Médina de Meknès                                    | 01/06/1955         | arrêté viziriel du 1er juin 1955 portant classement - B.O N°- 2224 du 10 juin 1955 – P. 847 |
| Portes et remparts de Meknès                                   | 18/10/1914         | dahir du 18 octobre 1914 portant classement- B.O N°- 106 du 2 novembre 1914- P.808 |
| Bab Mansour El Alj                                             | 8/10/1914          | dahir du 8 octobre 1914 portant classement – B.O N°-106 du 2 novembre 1914-P. 808 |
| Bab Kachla                                                     | 8/10/1914          | dahir du 8 octobre 1914 portant classement – B.O N°-106 du 2 novembre 1914-P. 808 |
| Bab El Khemis                                                  | 18/10/1914         | dahir du 18 octobre 1914 portant classement- B.O N°- 106 du 2 novembre 1914- P.809 |
| Anciennes écuries de My Ismaïl                                 | 18/10/1914         | dahir du 18 octobre 1914 portant classement- B.O N°- 106 du 2 novembre 1914- P.809 |
| Dar El Beïda                                                   | 18/10/1914         | dahir du 18 octobre 1914 portant classement- B.O N°- 106 du 2 novembre 1914- P.809 |
| Zone de protection du site s’étendant autour de Dar El Beïda   | 10/10/1931         | dahir du 10 octobre 1931 portant classement- B.ON°- 993 du 6 novembre 1931- P. 1282 dahir du 13 octobre 1931 portant classement- B.O N°- 1313 du 24 décembre 1937- P.1647                                 |
| Remparts contournant l’Agdal de Meknès                         | 30/08/1932         | dahir du 30 août 1932 - B.ON°- 1039 du 23 septembre 1932- P. 1101 |
| l’Agdal de Meknès                                              | 01/06/1955         | arrêté viziriel du 1er juin 1955 portant classement - B.O N°- 2224 du 10 juin 1955 – P. 847 |
| Jenane Ben Halima                                              | 18/10/1914         | dahir du 18 octobre 1914 portant classement- B.O N°- 106 du 2 novembre 1914- P.810 |
| Pièce d’eau de My Ismaïl                                       | 18/10/1914         | dahir du 18 octobre 1914 portant classement- B.O N°- 106 du 2 novembre 1914- P.810 |
| Koubbat El Khiatine                                            | 23/03/1918         | dahir du 23 mars 1918 portant classement- B.ON°- 286 du 2 avril 1918- P.342 |
| Hôpital Louis (Palais Dar Jamaï)                               | 19/11/1920         | dahir du 19 novembre 1920 portant classement (- B.O N°- 423 du 23 novembre 1920- P. 2016) |
| Place « El Hedime » et une zone de 24 m autour de cette place  | 03/05/1921         | arrêté viziriel ordonnant une enquête - B.O N°- 445 du 3 mai 1921- P.740 |
| Medersa Bouanania                                              | 31/12/1923         | dahir du 31 décembre 1923 portant classement- B.O N°- 586 du 15 janvier 1924- P. 47 |
| Medersa Filalia                                                | 31/12/1923         | dahir du 31 décembre 1923 portant classement- B.O N°- 586 du 15 janvier 1924- P. 47 |
| Seqqaï Sbaa Ananeb                                             | 31/12/1923         | dahir du 31 décembre 1923 portant classement- B.O N°- 586 du 15 janvier 1924- P. 47 |
| Seqqaï Djenah el Amane                                         | 31/12/1923         | dahir du 31 décembre 1923 portant classement- B.O N°- 586 du 15 janvier 1924- P. 47 |
| Seqqaï el Haddadine                                            | 31/12/1923         | dahir du 31 décembre 1923 portant classement- B.O N°- 586 du 15 janvier 1924- P. 47 |
| Seqqaï el Adoul                                                | 31/12/1923         | dahir du 31 décembre 1923 portant classement- B.O N°- 586 du 15 janvier 1924- P. 47 |
| Seqqaï Lalla Aicha Addaouia                                    | 31/12/1923         | dahir du 31 décembre 1923 portant classement- B.O N°- 586 du 15 janvier 1924- P. 47 |
| Seqqaï Queursthoune                                            | 31/12/1923         | dahir du 31 décembre 1923 portant classement- B.O N°- 586 du 15 janvier 1924- P. 47 |
| Seqqaï Et Touta                                                | 31/12/1923         | dahir du 31 décembre 1923 portant classement- B.O N°- 586 du 15 janvier 1924- P. 47 |
| Seqqaï el Qaddour                                              | 31/12/1923         | dahir du 31 décembre 1923 portant classement- B.O N°- 586 du 15 janvier 1924- P. 47 |
| Msid Chirch                                                    | 31/12/1923         | dahir du 31 décembre 1923 portant classement- B.O N°- 586 du 15 janvier 1924- P. 47 |
| Msid My Abdellah ben Adaâ                                      | 31/12/1923         | dahir du 31 décembre 1923 portant classement- B.O N°- 586 du 15 janvier 1924- P. 47 |
| Msid Filala                                                    | 31/12/1923         | dahir du 31 décembre 1923 portant classement- B.O N°- 586 du 15 janvier 1924- P. 47 |
| Msid El Mohtassib                                              | 31/12/1923         | dahir du 31 décembre 1923 portant classement- B.O N°- 586 du 15 janvier 1924- P. 47 |
| Ordonnance architecturale de la place Poeymirau                | 7/01/1927          | arrêté viziriel du 7 janvier 1927 - B.O N°- 745 du 1er février 1927 – P. 248 |
| Site des ruines de Volubilis                                   | 14/11/1921         | dahir du 14 novembre 1921 portant classement- B.ON°- 475 du 29 novembre 1921- P. 1825 |
| Zone de protection autour des ruines de Volubilis              | 19/11/1920         | dahir du 19 novembre 1920 portant classement (- B.O N°- 423 du 23 novembre 1920- P. 2017) |